# Magia neutra
A magia neutra é a magia que não é realizada por razões especificamente benéficas, assim como também não é realizada para práticas completamente hostis. É vista como um meio termo entre magia branca e negra, chamada também de magia cinza.

## Visão geral
Segundo D. J. Conway, os praticantes de magia branca evitam causar qualquer forma de dano, mesmo para obter resultados positivos. A magia cinzenta incorpora todos os propósitos benéficos da magia branca, mas também trabalha para livrar o mundo dos males. Ann Finnin afirma que muitos praticantes da magia cinza empregam o termo por causa de sua imprecisão e para evitar ter que considerar questões éticas.
Um significado bastante diferente do termo foi dado por Roy Bowers, um influente bruxo britânico da década de 1960. Para Bowers, era uma técnica de desconcertar e mistificar todos que ele conheceu para ganhar poder sobre eles; ao fazer isso, ele sempre teve mais certeza sobre eles do que sobre ele. Em seu artigo intitulado Genuine Witchcraft is Defended, Bowers diz o seguinte:
| “ | Um princípio básico da magia cinza psicológica das bruxas é que seu oponente nunca deve ter permissão para confirmar uma opinião sobre você, mas deve sempre permanecer indeciso. Isso lhe dá um poder maior sobre ele, porque o indeciso é sempre o mais fraco. Dessa atitude, provavelmente surgiu muita confusão no longo caminho da história. | ” |